# Palais présidentiel (Helsinki)
Pour les articles homonymes, voir Palais présidentiel (homonymie).
Le palais présidentiel d'Helsinki (en finnois : Presidentinlinna, en suédois : Presidentens slott), est l'une des résidences officielles du président de la République de Finlande, située à Helsinki. Il est situé au nord de l'Esplanade en face de la place du Marché d'Helsinki.

## Histoire

### Origine

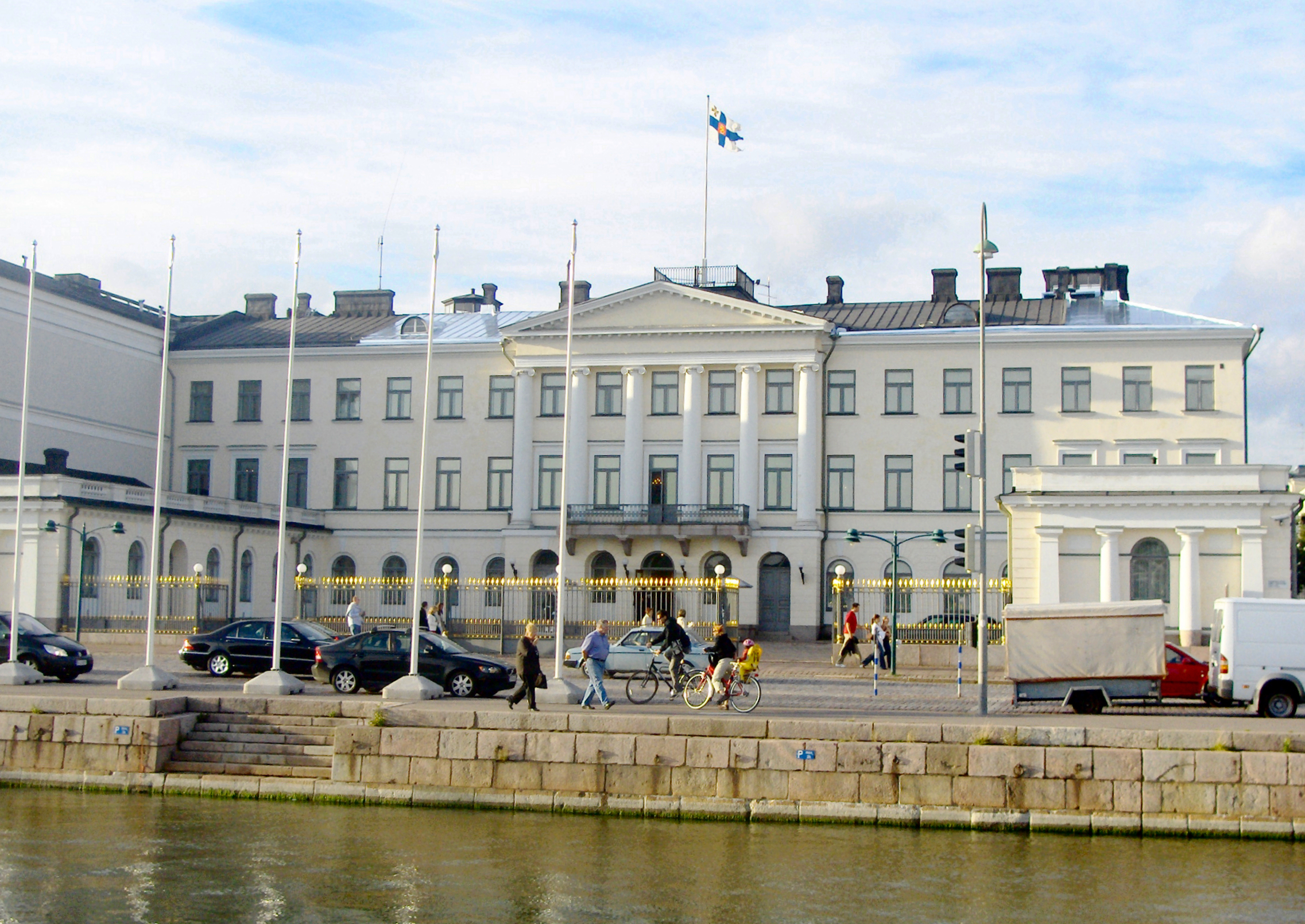
Le palais présidentiel d'Helsinki.

Jusqu'au début du XIXe siècle un grenier à sel occupait le site. Johan Henrik Heidenstrauch, qui faisait partie de l'élite des marchands d'Helsinki, acheta le terrain et y fit construire entre 1816 et 1820 une imposante demeure, conçue par l'architecte Pehr Granstedt. La maison d'Heidenstrauch ressemblait plus à un palais qu'à la maison d'un marchand.
En 1837, elle devint réellement un palais quand elle fut achetée pour 170 000 roubles afin de devenir la résidence du Gouverneur général de Finlande. Cependant, Nicolas Ier désirait en faire la résidence helsinkienne officielle du tsar de Russie ; c'est ainsi que le bâtiment devint le palais impérial d'Helsinki.
Les travaux nécessaires à la reconstruction et à l'ameublement, établis entre 1843 et 1845, ont été réalisés par l'architecte Carl Ludvig Engel le créateur du style néoclassique d'Helsinki et, après sa mort, par son fils Carl Alexander. Tous les entrepôts en bois qui se trouvaient à l'arrière ont été démolis et une aile a été ajoutée. Cette aile, construire au nord de la cour, compte deux étages où se trouve la chapelle (actuellement la bibliothèque), la salle de bal, la salle de banquet reliée à la salle de réception de l'édifice principal, et une cuisine.

### Palais impérial
Le palais fut achevé en 1845, malgré des campagnes de réparations régulières pour contrer les effets du froid dans ce palais la plupart du temps  vide et non chauffé. Il a été habité pour la première fois par un membre de la famille impériale en février 1854, lorsque le plus jeune fils du tsar, le grand-duc Constantin, y résida un mois. Son frère, Nicolas y habitat en juin de l'année suivante. En 1856, le palais a aussi été habité par les trois fils aînés du Tsar : Nicolas, Alexandre et Vladimir.
C'est durant le règne de leur père, Alexandre II, que le palais connut sa période la plus fastueuse. Il s'y rendit en 1863 et en 1876. En 1863, la Diète de Finlande fut ouverte par Alexandre II dans la grande salle de bal. La salle de bal a par conséquent été convertie en salle du trône, ce dernier étant placé sur une estrade. Alexandre revint au palais en 1876 pour ouvrir la session annuelle de la Diète. La salle du trône a continué à être utilisée comme lieu de la cérémonie d'ouverture et de clôture de la Diète jusqu'en 1906.
Avec sa mort en 1881 vint la fin des fêtes impériales au palais. Alexandre III y séjourna en 1885 (bien qu'il résidait plus souvent à Langinkoski, son domicile en Finlande). Le palais fut rénové par Johan Jakob Ahrenberg entre 1904 et 1907, avec notamment la construction d'une nouvelle série de salles de réception, dont une nouvelle salle du trône (l'actuelle salle de l’État) où la sculpture de Psychè et Zéphyr de Walter Runeberg fut installée, et un vestibule d'accueil faisant face à Mariankatu. Le palais fut une dernière fois visité par un membre de la famille impériale quand Nicolas II s'y rendit une journée en 1915.

### Après l'empire
Lors de la Première Guerre mondiale, le palais fut converti en hôpital militaire en octobre 1915. Après la révolution de Février et l'abdication du tsar, le palais cessa d'être un hôpital militaire et devint la propriété du Sénat de Finlande qui le renomma Ancien Palais impérial. De mars 1917 à avril 1918, le palais devint le siège du Comité exécutif des Travailleurs et Soldats soviétiques d'Helsinki. Avec la victoire des « Blancs » (soutenu par le IIe Reich allemand) durant la guerre civile finlandaise, les « Rouges » (soutenus par la Russie bolchevique) abandonnèrent le palais, qui fut temporairement utilisé par les Allemands et le personnel militaire finlandais.
À partir de juin 1918, des rénovations et réparations ont été faites au palais en prévision de son rôle de résidence royale pour le prince Frédéric-Charles de Hesse-Cassel, élu roi de Finlande en octobre 1918. Toutefois, la situation politique internationale résultat de la fin de la Première Guerre mondiale le fit renoncer à son accession au trône finlandais en décembre 1918. À la suite de cet évènement, les étages supérieurs ont finalement accueilli le ministère des Affaires étrangères.

### Palais présidentiel

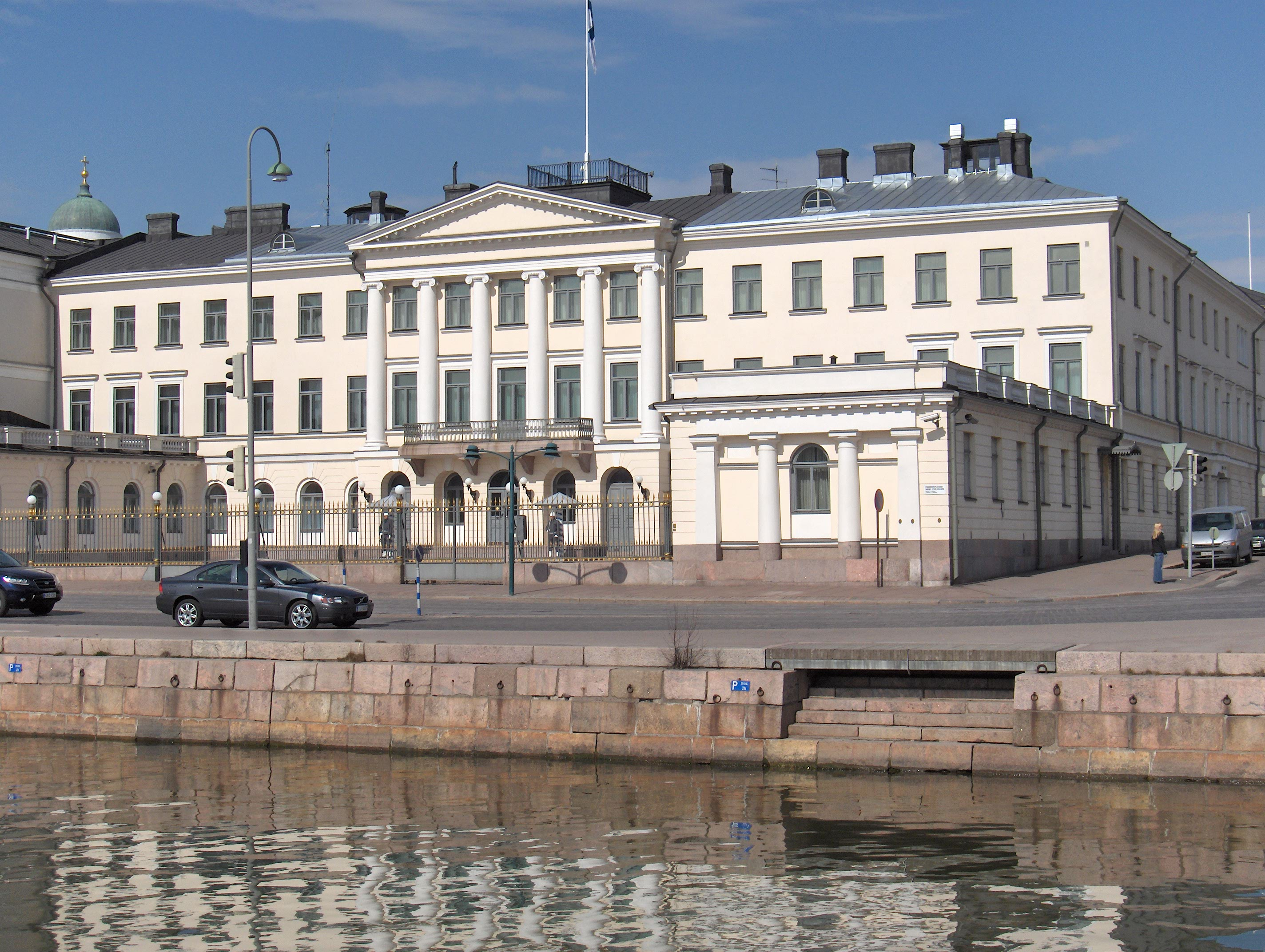
Le palais présidentiel d'Helsinki.

Après que la nouvelle constitution eut été votée en 1919, la résidence qui semblait la plus approprié pour le président était l'ancien palais impérial. Les réparations ont rapidement été faites, et le mobilier et les collections du palais ont été réinstallés après qu'elles ont été sorties des stocks du musée national de Finlande et de l'Ateneum. Depuis lors, le palais a été la résidence officielle du président. Le palais a de nouveau été rénové et modernisé par Martti Valikangas en 1938.
Le Palais présidentiel devint la résidence officielle de tous les présidents de Finlande jusqu'en 1993, à l'exception de Ryti, Mannerheim, et Kekkonen, qui préférèrent résider à Tamminiemi. Le palais a cessé d'être utilisé comme résidence officielle principale des chefs de l'État finlandais durant la présidence de Urho Kekkonen. Sa femme et lui n'aimaient pas le bruit du trafic environnant et l'absence de jardin et ils déménagèrent à Tamminiemi, qui resta la résidence de Kekkonen jusqu'à sa mort. Cependant, le palais est redevenu la résidence principale du chef de l'État sous la présidence de Mauno Koivisto, jusqu'à ce que la nouvelle résidence de Mäntyniemi soit achevée.
Le palais possède des appartements privés et des salles de réception pour le président au troisième étage, dont différents salons et le cabinet de travail du président. Le palais loge également les services de la présidence: le secrétariat général, les conseillers et la maison civile. Les parties officielles du palais comprennent la salle de l’État, la salle à manger, et la galerie des Glaces. Elles sont utilisées par le président pour ses fonctions officielles et les réceptions. Il s'agit notamment de la cérémonie de promotion et de nomination des Forces armées et des cadets des Gardes-frontières, des banquets d’État, et de la réception donnée lors de la Fête de l'Indépendance.

## Hôtes du Palais
En tant que résidence officielle du président de Finlande, le palais présidentiel a accueilli un nombre important de visiteurs et de dignitaires étrangers.
Parmi les visites royales au palais on compte notamment : 
- Charles XVI Gustave,
- Olav V,
- Élisabeth II,
- Juan Carlos Ier,
- et enfin le Shah d'Iran, et l'empereur Akihito du Japon.

Un certain nombre de présidents américains ont visité le palais, dont :
- Gerald Ford,
- Ronald Reagan,
- et enfin George H. W. Bush.

Parmi tant d'autres visiteurs distingués, notons également :
- le pape Jean-Paul II,
- le dirigeant yougoslave Josip Broz Tito,
- le dirigeant soviétique Nikita Khrouchtchev,
- le président de la Fédération russe Boris Eltsine,
- le président de la Fédération russe Vladimir Poutine,
- le président fédéral allemand Horst Köhler,
- et enfin Conan O'Brien.

Les invités ne dorment plus aujourd'hui au palais présidentiel comme ils le faisaient par le passé. Bien qu'il couvre une superficie de 3 000 m2, en dehors des appartements privés utilisés par les présidents et leur famille, il est occupé en majeure partie par les bureaux et les logements des collaborateurs du président, dont le secrétaire général, le cabinet présidentiel, les aides-de-camp militaires, et le personnel de la maison civile. Les invités étrangers peuvent être logés à Mäntyniemi, le manoir Königstedt à Vantaa, ou dans la Résidence des visiteurs officiels, près de l’Hôtel Kalastajatorppa à Munkkiniemi.
Le palais présidentiel est ouvert aux visites, préparées régulièrement par Helsinki Expert.

## Sources
- (en) Cet article est partiellement ou en totalité issu de l’article de Wikipédia en anglais intitulé « Presidential Palace, Helsinki » (voir la liste des auteurs).

## Compléments